# American Academy
American Academy je síť soukromých mezinárodních škol v Praze, Brně a Záhřebu pro studenty základních a středních škol.
American Academy čerpá z amerického vzdělávacího systému, školní rok je na školách rozdělený na tři trimestry. Studenti mají možnost si sami zvolit, kterým předmětům se chtějí věnovat. Podmínkou je, že za předměty nasbírají dostatečný počet kreditů.
Absolvent American Academy získává high school diploma, což je ekvivalent české maturity, se kterým je možné se ucházet o studium na zahraničních univerzitách. V souvislosti se studiem na vysokých školách nabízí American Academy svým studentům pomoc s přijímacími zkoušky na americké univerzity.
Zřizovatelem škol sítě American Academy je Ondřej Kania.

## Školy
Jako první se studentům, kteří měli zájem o výuku v anglickém jazyce, otevřela American Academy in Prague, a to v roce 2017. V roce 2021 se škola, která byla původně pro studenty druhého stupně a středoškoláky, rozšířila i o základní školu. American Academy in Prague studentům navíc poskytuje i STEM program zaměřený na přírodní vědy, technologie nebo IT.
V roce 2018 se síť American Academy rozšířila o pobočku v Brně, která je taktéž otevřena pro studenty základních a středních škol. V letech 2019–2024 byla součástí sítě i pobočka v Bratislavě. V roce 2021 se pak v Chorvatsku otevřela American Academy in Zagreb, která je určená středoškolákům a mimo jiné jim nabízí i technologický STEM program.

## Tematická výuka
Každý trimestr na American Academy je zakončený tematickým týdnem (Theme Week), během kterého studenti aplikují v praxi teoretické znalosti získané během studia. Hlavní motiv tematického týdne bývá inspirován aktuálními událostmi i zájmy samotných studentů.